# Balkan Cup w biegach narciarskich 2016
Balkan Cup w biegach narciarskich 2016 – kolejna edycja tego cyklu zawodów. Rywalizacja rozpoczęła się 19 stycznia 2016 r. w tureckich miejscowościach Bolu/Gerede, a zakończyła się 22 marca 2016 r. w macedońskim parku narodowym w miejscowości Mawrowo. (Pierwotnie, rywalizacja miała się zakończyć dzień później (23 marca), ale zawody tego dnia zostały odwołane.)
Obrończynią tytułu wśród kobiet była Bośniaczka Tanja Karišik, a wśród mężczyzn Rumun Paul Constantin Pepene. W tym sezonie jednak, najlepszą biegaczką okazała się Chorwatka Vedrana Malec, a u panów najlepszy był Bułgar Weselin Cinzow.

## Kalendarz i wyniki

### Kobiety
| Lp. | Data             | Miejscowość     | Dystans                | 1. miejsce               | 2. miejsce                 | 3. miejsce               |
| --- | ---------------- | --------------- | ---------------------- | ------------------------ | -------------------------- | ------------------------ |
| 1.  | 19 stycznia 2016 | Bolu/Gerede     | 5 km stylem klasycznym | Vedrana Malec            | Timea Sara                 | Zsanett-Bernadett Darvas |
| 2.  | 20 stycznia 2016 | Bolu/Gerede     | 5 km stylem dowolnym   | Vedrana Malec            | Timea Sara                 | Güllü Akalın             |
| 3.  | 27 lutego 2016   | Ravna gora      | 5 km stylem dowolnym   | Vedrana Malec            | Maria Tsakiri              | Ayşenur Duman            |
| 4.  | 28 lutego 2016   | Ravna gora      | 10 km stylem dowolnym  | Vedrana Malec            | Ayşenur Duman              | Maria Tsakiri            |
| 5.  | 27 lutego 2016   | Pigadia         | 5 km stylem dowolnym   | Odwołano                 | Odwołano                   | Odwołano                 |
| 6.  | 28 lutego 2016   | Pigadia         | 5 km stylem dowolnym   | Odwołano                 | Odwołano                   | Odwołano                 |
| 7.  | 12 marca 2016    | Zlatibor        | 5 km stylem dowolnym   | Odwołano                 | Odwołano                   | Odwołano                 |
| 8.  | 13 marca 2016    | Zlatibor        | 5 km stylem dowolnym   | Odwołano                 | Odwołano                   | Odwołano                 |
| 9.  | 19 marca 2016    | Dvorista – Pale | 5 km stylem dowolnym   | Vedrana Malec            | Tanja Karišik              | Sanja Kusmuk             |
| 10. | 20 marca 2016    | Dvorista – Pale | 5 km stylem dowolnym   | Vedrana Malec            | Tanja Karišik              | Ajda Arh                 |
| 11. | 22 marca 2016    | Mawrowo         | 5 km stylem dowolnym   | Zsanett-Bernadett Darvas | Nicoleta Luciana Sovarschi | Anna Kemenes             |
| 12. | 23 marca 2016    | Mawrowo         | 5 km stylem dowolnym   | Odwołano                 | Odwołano                   | Odwołano                 |

### Mężczyźni
| Lp. | Data             | Miejscowość     | Dystans                | 1. miejsce             | 2. miejsce      | 3. miejsce        |
| --- | ---------------- | --------------- | ---------------------- | ---------------------- | --------------- | ----------------- |
| 1.  | 19 stycznia 2016 | Bolu/Gerede     | 5 km stylem klasycznym | Paul Constantin Pepene | Weselin Cinzow  | Petrică Hogiu     |
| 2.  | 20 stycznia 2016 | Bolu/Gerede     | 10 km stylem dowolnym  | Paul Constantin Pepene | Weselin Cinzow  | Edi Dadić         |
| 3.  | 27 lutego 2016   | Ravna gora      | 10 km stylem dowolnym  | Krešimir Crnković      | Weselin Cinzow  | Edi Dadić         |
| 4.  | 28 lutego 2016   | Ravna gora      | 15 km stylem dowolnym  | Krešimir Crnković      | Edi Dadić       | Mladen Plakalović |
| 5.  | 27 lutego 2016   | Pigadia         | 10 km stylem dowolnym  | Odwołano               | Odwołano        | Odwołano          |
| 6.  | 28 lutego 2016   | Pigadia         | 15 km stylem dowolnym  | Odwołano               | Odwołano        | Odwołano          |
| 9.  | 12 marca 2016    | Zlatibor        | 10 km stylem dowolnym  | Odwołano               | Odwołano        | Odwołano          |
| 10. | 13 marca 2016    | Zlatibor        | 10 km stylem dowolnym  | Odwołano               | Odwołano        | Odwołano          |
| 9.  | 19 marca 2016    | Dvorista – Pale | 10 km stylem dowolnym  | Mladen Plakalović      | Damir Rastić    | Rejhan Šmrković   |
| 10. | 20 marca 2016    | Dvorista – Pale | 10 km stylem dowolnym  | Mladen Plakalović      | Damir Rastić    | Rejhan Šmrković   |
| 11. | 22 marca 2016    | Mawrowo         | 10 km stylem dowolnym  | Weselin Cinzow         | Raul Mihai Popa | Damir Rastić      |
| 12. | 23 marca 2016    | Mawrowo         | 10 km stylem dowolnym  | Odwołano               | Odwołano        | Odwołano          |

## Klasyfikacje
| Lp. | Zawodniczka              | Punkty |
| --- | ------------------------ | ------ |
| 1.  | Vedrana Malec            | 600    |
| 2.  | Zozan Malkoç             | 271    |
| 3.  | Ayşe Saydam              | 231    |
| 4.  | Sanja Kusmuk             | 220    |
| 5.  | Yonca Karademir          | 218    |
| 6.  | Zsanett-Bernadett Darvas | 205    |
| 7.  | Güllü Akalın             | 200    |
| 8.  | Ayşenur Duman            | 195    |
| 9.  | Dejana Košarac           | 185    |
| 10. | Katarina Bogdanović      | 179    |
| 11. | Tanja Karišik            | 160    |
| 11. | Timea Sara               | 160    |
| 13. | Anja Ilić                | 146    |
| 14. | Nansi Okoro              | 145    |
| 15. | Maria Tsakiri            | 140    |

| Lp. | Zawodnik               | Punkty |
| --- | ---------------------- | ------ |
| 1.  | Weselin Cinzow         | 390    |
| 2.  | Mladen Plakalović      | 379    |
| 3.  | Damir Rastić           | 291    |
| 4.  | Edi Dadić              | 245    |
| 5.  | Krešimir Crnković      | 200    |
| 5.  | Paul Constantin Pepene | 200    |
| 7.  | Ömer Ayçiçek           | 188    |
| 8.  | Dževad Hadžifejzović   | 181    |
| 9.  | Rejhan Šmrković        | 176    |
| 10. | Cihan Talay            | 171    |
| 11. | Amed Oğlago            | 170    |
| 12. | Apostolos Angelis      | 127    |
| 13. | Darko Damjanowski      | 122    |
| 14. | Ajlan Rastić           | 111    |
| 15. | Petrică Hogiu          | 110    |